# キリン駅
キリン駅（キリンえき）は、かつて神奈川県横浜市神奈川区子安通（所在地は1936年以降のもの）に存在した京急本線の駅である。

## 歴史
キリンビール（麒麟麦酒）はかつて横浜市の山手に工場を有していたが、関東地震により壊滅したため生麦の埋立地へと移転していた。当時その付近は東海道本線および京浜電鉄本線が通過するものの駅はなく、当駅が設置された。
当初は京浜電気鉄道本線のキリンビール前駅として開業し、会社合併により東京急行電鉄（いわゆる大東急）の駅となる。戦時体制中の1944年にビールが贅沢品であるとして駅名から除かれ、キリン駅と改称された。
当駅は戦時下にも隣接駅間距離が短いことを理由とした休廃止の対象とはならなかったが、改称後間もなく、付近の戦災での被害が激しいことを理由として1945年（昭和20年）5月4日に営業が休止された。戦後に東急から京浜急行電鉄に分離すると当駅も引き継がれたが、営業は再開されず、休止期間中に特に支障がなかったこと、付近の復旧見込みがないことを理由として、休止状態のまま翌年に廃止されている。

### 年表
- 1932年（昭和7年）7月25日：京浜電気鉄道キリンビール前駅として開業[1]。
- 1942年（昭和17年）5月1日：大東急成立により東京急行電鉄品川線の駅となる。
- 1944年（昭和19年）10月20日：キリン駅に改称。
- 1945年（昭和20年）5月4日：戦災被害を理由として休止[2]。
- 1948年（昭和23年）6月1日：大東急解体により京浜急行電鉄本線の駅となる。
- 1949年（昭和24年）6月1日：廃駅[2]。

## 地理
生麦駅から約 750m、不動坂（現生麦第二）踏切の南側に存在していた。当駅の前後で京急本線は北東から南西へと延びており、並行する東海道本線と第一京浜国道（国道15号）に挟まれた立地である。営業当時は第一京浜上を横浜市電神奈川線が運行しており（1969年廃止）、付近に滝坂停留場が存在した。
キリンビール横浜工場は第一京浜を挟み、今も東側にあるが、当駅他の鉄道関係に関しては痕跡も残っておらず、周辺にマンションが多く建っている。

## 隣の駅
京浜急行電鉄
■京急本線
生麦駅 - キリン駅 - 京浜新子安駅